# Kastom

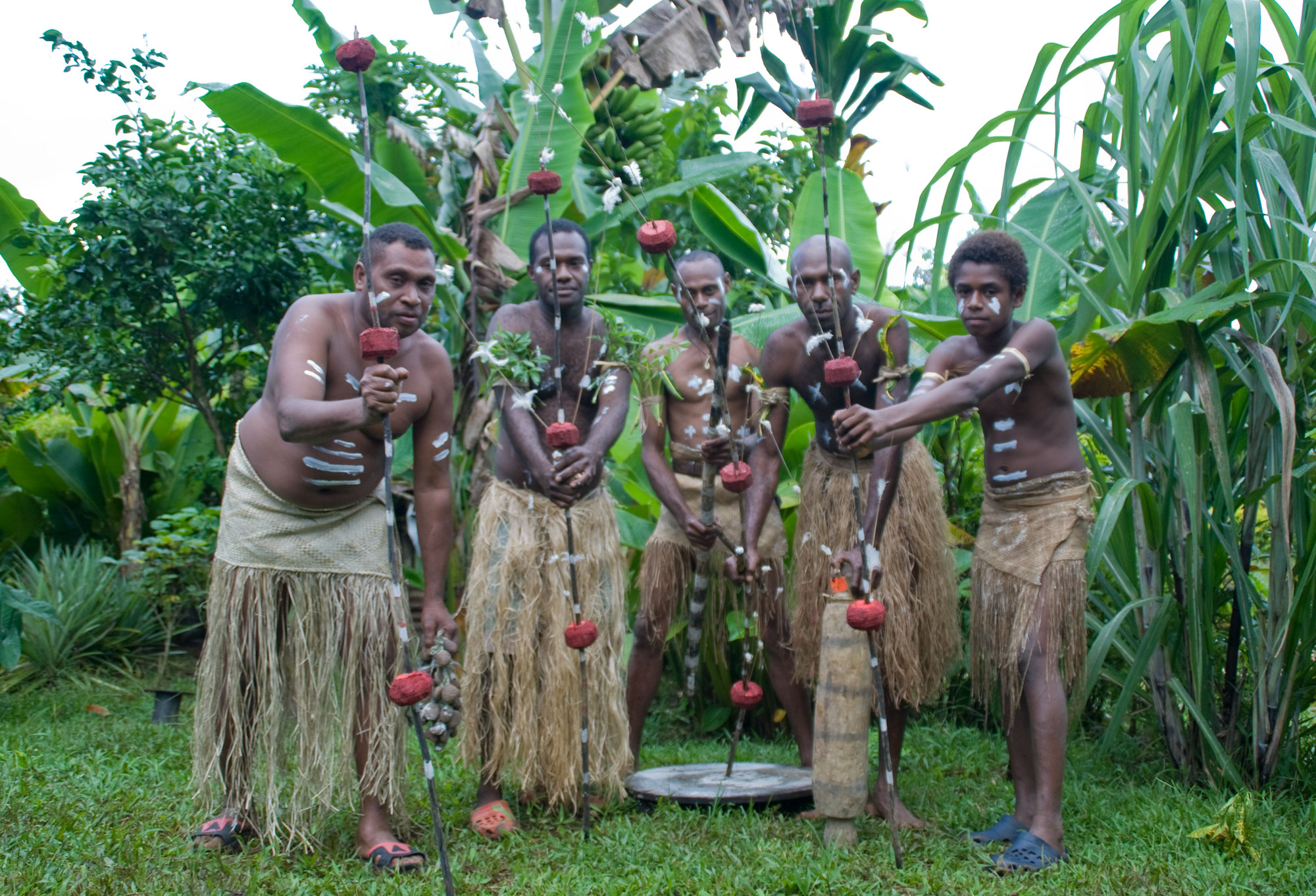
Danzatori Kastom

Kastom è una parola pidgin (bislama/tok pisin) usata da alcune popolazioni indigene della Melanesia per indicare la propria cultura tradizionale, comprendendo la religione, l'economia, l'arte, la magia e in generale gli usi e i costumi. Il termine è sia quello generalmente accettato in antropologia nel suo significato originario, sia la parola usata nella lingua di tutti i giorni dagli indigeni.
La parola deriva dalla pronuncia in inglese australiano della parola inglese custom, ma include vari significati, tra cui quelli di:
- consuetudine (in inglese custom)
- norma sociale
- convenzione
- tradizione

La sua pronuncia è abbastanza uniforme, ma il significato può variare leggermente attraverso le varie culture e i vari Paesi della Melanesia.
Il Kastom vive soprattutto in forma non scritta, tramandandosi oralmente attraverso storie ed insegnamenti. Si preserva attraverso:
- oggetti rituali, cioè manufatti di grande potere, significato o valore simbolico;
- case Kastom, ovvero siti dove gli oggetti rituali vengono conservati;
- storie Kastom, che sono i miti e le leggende comuni.